# Рошин Марфи
Рошин Мари Марфи (ир. Róisín Marie Murphy; Арклоу, 5. јул 1973) ирска је кантауторка и музички продуцент. Позната је постала 1990-их, када је заједно са енглеским музичаром Марком Брајдоном чинила поп дуо Moloko. Након распада групе започела је соло каријеру. Године 2005. објавила је деби соло албум Ruby Blue (написан и продуциран у сарадњи са експерименталним музичаром Метјуомм Хербертом), који је добио похвале критике.

## Дискографија

### Студијски албуми
- Ruby Blue (2005)
- Overpowered (2007)
- Hairless Toys (2015)
- Take Her Up to Monto (2016)
- Róisín Machine (2020)
- Hit Parade (2023)

### Концертни албуми
- Live at Ancienne Belgique 19.11.07 (2007)

### Албуми ремикса
- Crooked Machine (2021)

###EP издања
- Sequins 1 (2005)
- Sequins 2 (2005)
- Sequins 3 (2005)
- Mi senti (2014)